# Antennaria lanatula
Antennaria lanatula là một loài thực vật có hoa trong họ Cúc. Loài này được Chrtek & Pouzar mô tả khoa học đầu tiên năm 1985.